# 山廈村張氏宗祠

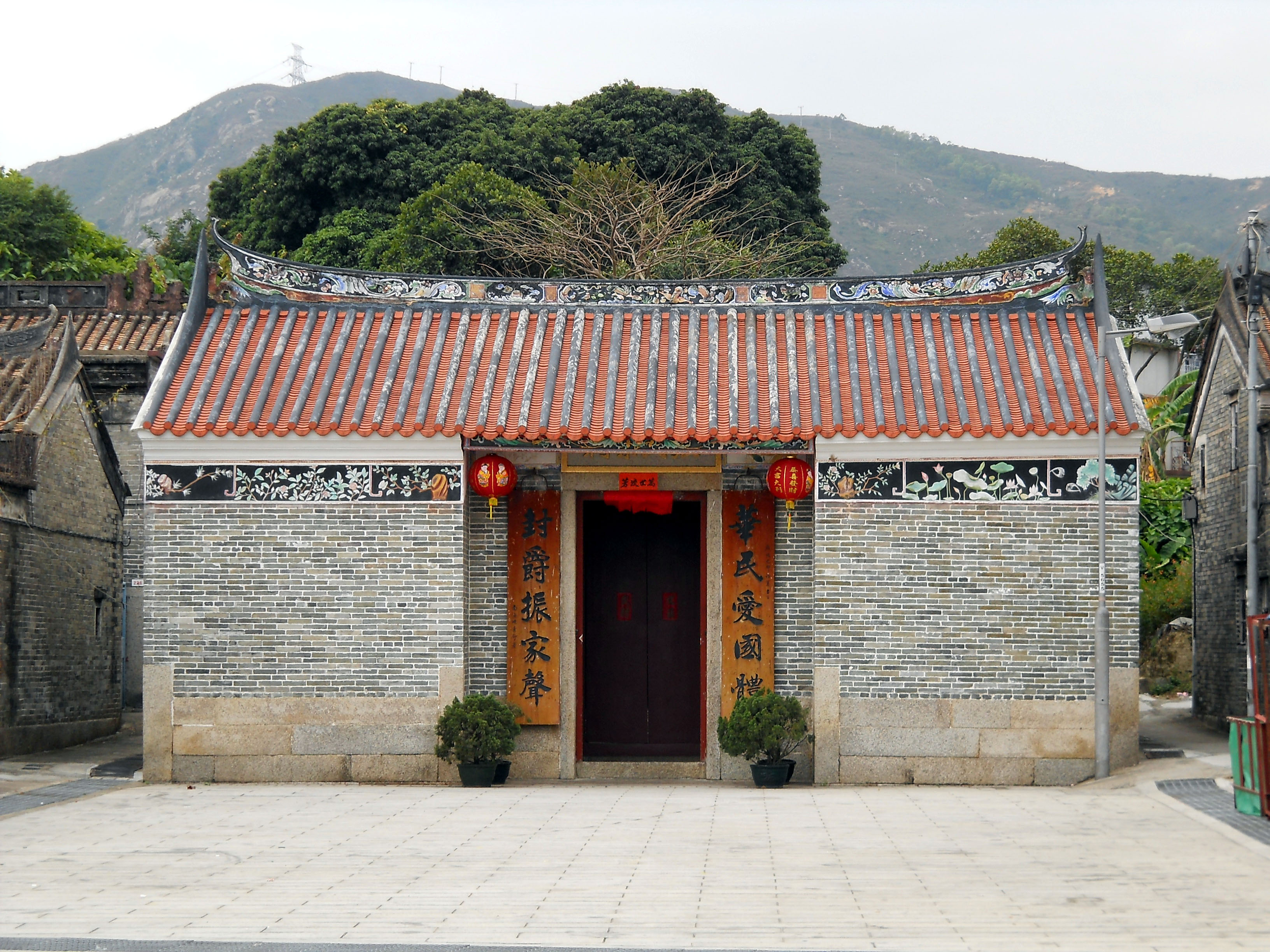
山廈村張氏宗祠外觀

山廈村張氏宗祠，又稱華封堂，位於香港新界元朗區屏山山廈村（今稱山下村），於嘉慶20年（1815年）興建，是村民聚會及祭祖之所，1999年被列為法定古蹟。

## 歷史
山廈村（今稱山下村）的開村始祖乃張直臣，早於明朝因經營鹽業，由東莞簧村遷至新安橫洲，於清朝順治年間遷居山廈村現址。康熙元年清廷厲行遷界令，張氏族人被迫遷徙。康熙8年復界後，部分族人未有隨回，致使分居各地。時至今日，山廈村仍為張氏的單姓村落。
張氏宗祠由該族第22代的張炳南、張志廣、張耀晃及張瑞一於嘉慶20年興建。30至50年代宗祠曾用作鄉村小學，供村中子弟入讀，而女孩子僅限於晚間時分亦可在祠內就學。1958年當族人在欖口村附近建成華封小學後，祠內前廳的左邊廂房便由校長室改成村公所，歷時長達10年，現作貯物之用；左邊側廊曾用作廚房。

## 建築
張氏宗祠是傳統2進一院3開間式青磚建築，門額金字「張氏宗祠」，大門外掛有南海陳景舒署「華民愛國體 封爵振家聲」對聯；廂房位於天井兩側，後進明間放置歷代祖先木主的神龕，頂層供奉唐朝丞相張九齡的靈位，山廈村及廣東東莞張氏族人多供奉張九齡為祖先；兩側偏廳分別掛有咸豐11年「旨賞換花翎」及辛酉科「武魁」牌匾。香港政府於1998年中至1999年末由建築署及古物古蹟辦事處負責監督為張氏宗祠進行復修工程，慶祝重修竣工的開光典禮於1999年12月19日舉行。